# 番茉莉
番茉莉（学名：Brunfelsia australis）为茄科番茉莉屬下的一个物种。

## 扩展阅读
- 維基物種上的相關：番茉莉